# Pauline Hübner

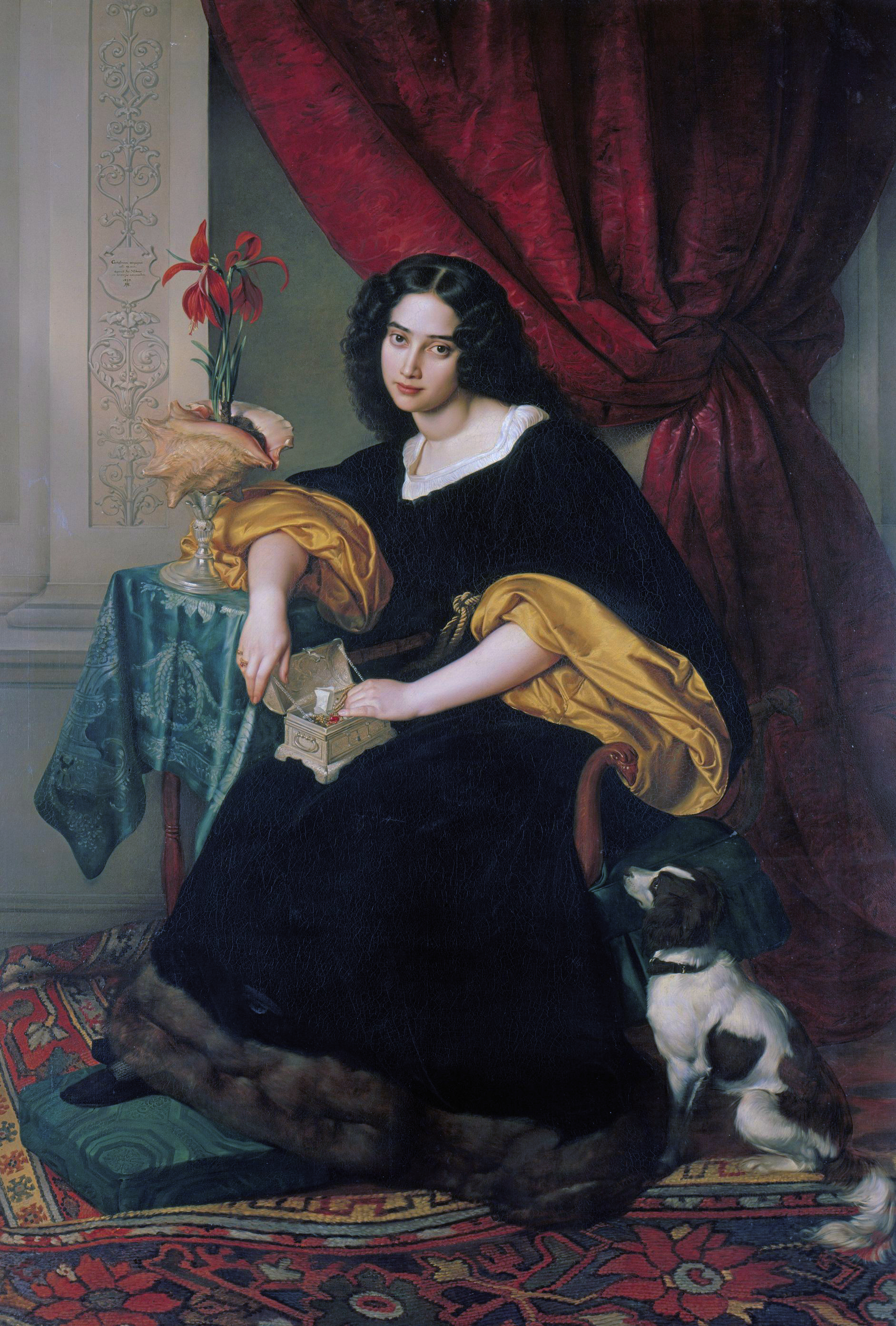
Porträt der Pauline Hübner von Julius Hübner (1829)

Pauline Charlotte Hübner, geborene Bendemann (* 28. September 1809 in Berlin; † 8. März 1895 in Dresden) war die Schwester des Malers Eduard Bendemann und Ehefrau des Malers Julius Hübner. Sie ist auf einem der bedeutendsten Frauenporträts der Düsseldorfer Schule zu sehen, das ihr Mann geschaffen hat.

## Leben
Pauline Hübner war die Tochter des jüdischen Berliner Bankiers Anton Heinrich Bendemann (1775–1866, bis 1809 Aron Hirsch Bendix) und dessen ebenfalls jüdischer Ehefrau Fanny Eleonore, geborene von Halle (1778–1857). Ihr Onkel war der Berliner Kupferstecher Benedict Heinrich Bendix. Bald nach Paulines Geburt, am 5. Mai 1811, im Zusammenhang mit der jüdischen Emanzipation und Assimilation sowie kurz vor dem Judenedikt von 1812, konvertierten die Eltern vom Judentum zum Protestantismus. Pauline wurde am 26. Januar 1812 evangelisch getauft. Im künstlerischen Umfeld ihres Bruders Eduard Bendemann lernte Pauline den Maler Julius Hübner kennen, einen Studenten der Berliner Kunstakademie, der 1826/1827 mit dem Lehrer Wilhelm Schadow an die Kunstakademie Düsseldorf gewechselt war. 
Am 21. Mai 1829 heirateten Pauline und Julius Hübner. Ihre Hochzeitsreise, auf der sie zeitweise von Paulines Eltern begleitet wurden, führte im Herbst 1829 nach Rom, wohin das Paar 1830 erneut reiste. Bis Sommer 1831 unterhielten sie dort mit den Eltern ein gastfreundliches Haus in der Via del Babuino nahe der Piazza del Popolo, die Casa Bendemann-Hübner, die etliche Künstler besuchten, insbesondere viele „Deutschrömer“. 
1830 wurde die Tochter Emma († 1844) geboren. 1831 kam der Sohn Paul († 1833) zur Welt. In Düsseldorf, wo die Familie ab 1833 lebte und Julius Hübner sich in der Meisterklasse der Kunstakademie vervollkommnete, wurden 1834 der Sohn Emil († 1901) geboren, 1835 die Tochter Fanny († 1875) und 1837 der Sohn Hans († 1884). 
Als Julius Hübner 1839 einen Ruf der Dresdner Kunstakademie erhielt, zog die Familie im September des Jahres in die sächsische Hauptstadt. 1840 gebar Pauline den Sohn Franz († 1898), 1842 den Sohn Eduard († 1924) und 1846 den Sohn Martin († 1908). 
1871 erklomm Julius Hübner mit der Ernennung zum Direktor der Königlichen Gemäldegalerie den Gipfel seiner beruflichen Karriere. Über ihren Mann, ihren Bruder Eduard und dessen Ehefrau Lida, in deren unmittelbaren Nachbarschaft die Hübners in Dresden lebten, bestanden enge Verflechtungen mit dem Kreis des Malers Wilhelm von Schadow. Zu dem Freundeskreis der Familie zählten viele weitere Künstler, neben dem Ehepaar Felix Mendelssohn Bartholdy auch das Ehepaar Robert Schumann.

## Bedeutung
Der Ehemann Pauline Hübners, der Maler Julius Hübner hat seine 19-jährige Ehefrau kurz nach der Hochzeit im Jahr 1829 porträtiert. Das Gemälde Porträt der Pauline Hübner gehört zu den bedeutenden Frauenbildnissen der Düsseldorfer Schule.
Außerdem ist Pauline Hübner ebenfalls auf dem Gruppenporträt Der Schadow-Kreis (Die Familie Bendemann und ihre Freunde) zu sehen, das die Maler Eduard Bendemann, Theodor Hildebrandt, Julius Hübner, Wilhelm Schadow und Karl Ferdinand Sohn in den Jahren 1830/1831 gemeinsam schufen.
Die Pianistin und Komponistin Clara Schumann widmete dem Ehepaar Hübner zu deren Goldener Hochzeit ihre letzte Komposition, den Marsch in Es-Dur für Klavier zu vier Händen.